# Station Košice
Het station Košice (Slowaaks « Železničná stanica Košice ») is een belangrijk treinstation, zowel voor binnenlands als internationaal reizigersverkeer. Het is het meest moderne station in Slowakije.

## Ligging
Het spoorwegknooppunt Košice is gelegen nabij de oostelijke grens van het oude stadscentrum (Staré Mesto), aan het Stationsplein 1 (Slowaaks: Staničné námestie 1) .

## Geschiedenis

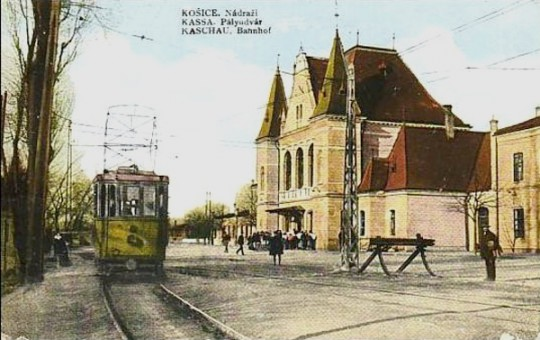
Omstreeks 1920: het vorige station van Košice, gebouwd door architect Ferenc Pfaff.

Het eerste station in Košice  werd op 14 augustus 1860 in gebruik genomen, toen de lijn naar Miskolc (Hongarije) werd geopend.
Later werden in gebruik genomen:
- de lijn naar Prešov (en verder in de richting Tsjechië),
- de lijn Košice-Bohumín via Žilina,
- de lijn naar Čierna nad Tisou (grens met Hongarije/Oekraïne).

Vanaf 1896 werd de lijn van Košice naar Turňa nad Bodvou geopend, en nog later werd de westelijke route naar Zvolen (via de Jablonov-tunnel en Rožňava) aangelegd.
Het vorige station werd gebouwd door de Hongaarse universiteitsprofessor en hoofdarchitect van de Hongaarse Spoorwegen: Ferenc Pfaff (° 19 november 1851 - † 21 augustus 1913).
In augustus 2011 werd de bouw van het huidige station aangevat, naar de plannen van architect Róbert Zvara. 
De duur der werken schatte men aanvankelijk op 26 maanden, maar de voltooiing liet op zich wachten tot 2016.
De nieuwe constructie omvatte een inkomhal, wachtplaatsen, dienstlokalen en commerciële ruimten (winkels, apotheek, restaurant, supermarkt).

## Lijnen

### Naar en uit het buitenland
Station Košice wordt dagelijks bediend door treinen naar en uit het buitenland:
- Budapest - Keleti pályaudvar (Hongarije)
- Praag (Tsjechië)
- Wenen (Oostenrijk)
- Lviv (Oekraïne) en Moskou (Kievstation) (Rusland)
- Krakau (Polen)

### Binnenland

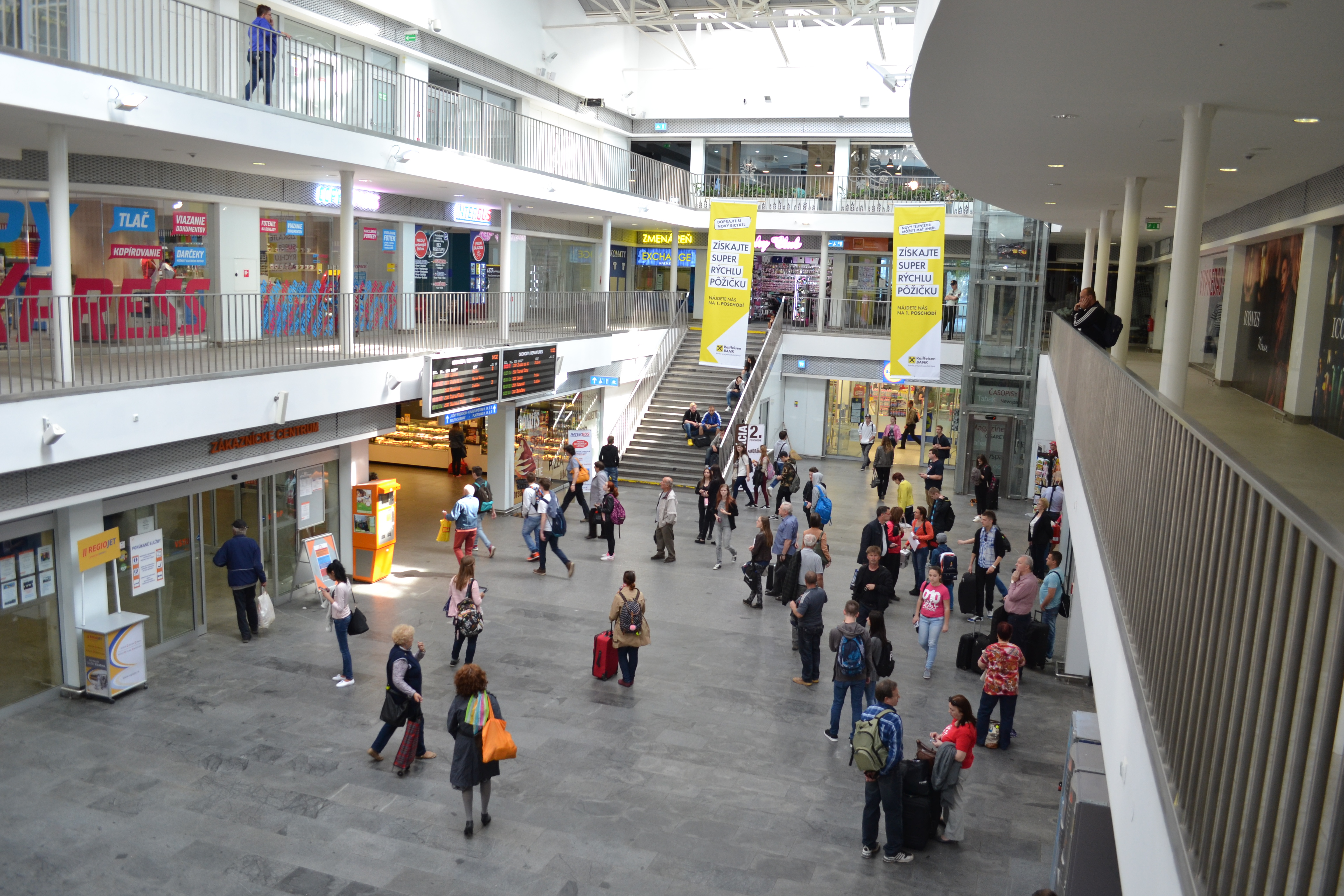
Zicht op de inkomhal.

Een groot aantal verbindingen met andere steden en gemeenten is beschikbaar, hetzij rechtstreeks, zoals bijvoorbeeld naar Bratislava (Bratislava hlavná stanica), hetzij met overstap.
Het station bedient onder meer de volgende lijnen (selectie):
- Lijn 160 : Košice - Moldava nad Bodvou -Rožňava - Fiľakovo - Lučenec - Zvolen
- Lijn 169 : Košice – Hidasnémeti
- Lijn 180 : Košice - Žilina
- Lijn 188 : Košice – Muszyna
- Lijn 190 : Košice – Čierna nad Tisou

## Vervoersmaatschappijen
De hierna vermelde maatschappijen bieden in station Košice vervoer per trein aan:
- Slowaakse spoorwegen: ŽSSK - Železničná spoločnosť Slovensko
- Tsjechische spoorwegen: ČD - České dráhy
- Hongaarse spoorwegen: MÁV - Magyar Államvasutak
- RegioJet
- LEO Express Global

## Treinsoorten

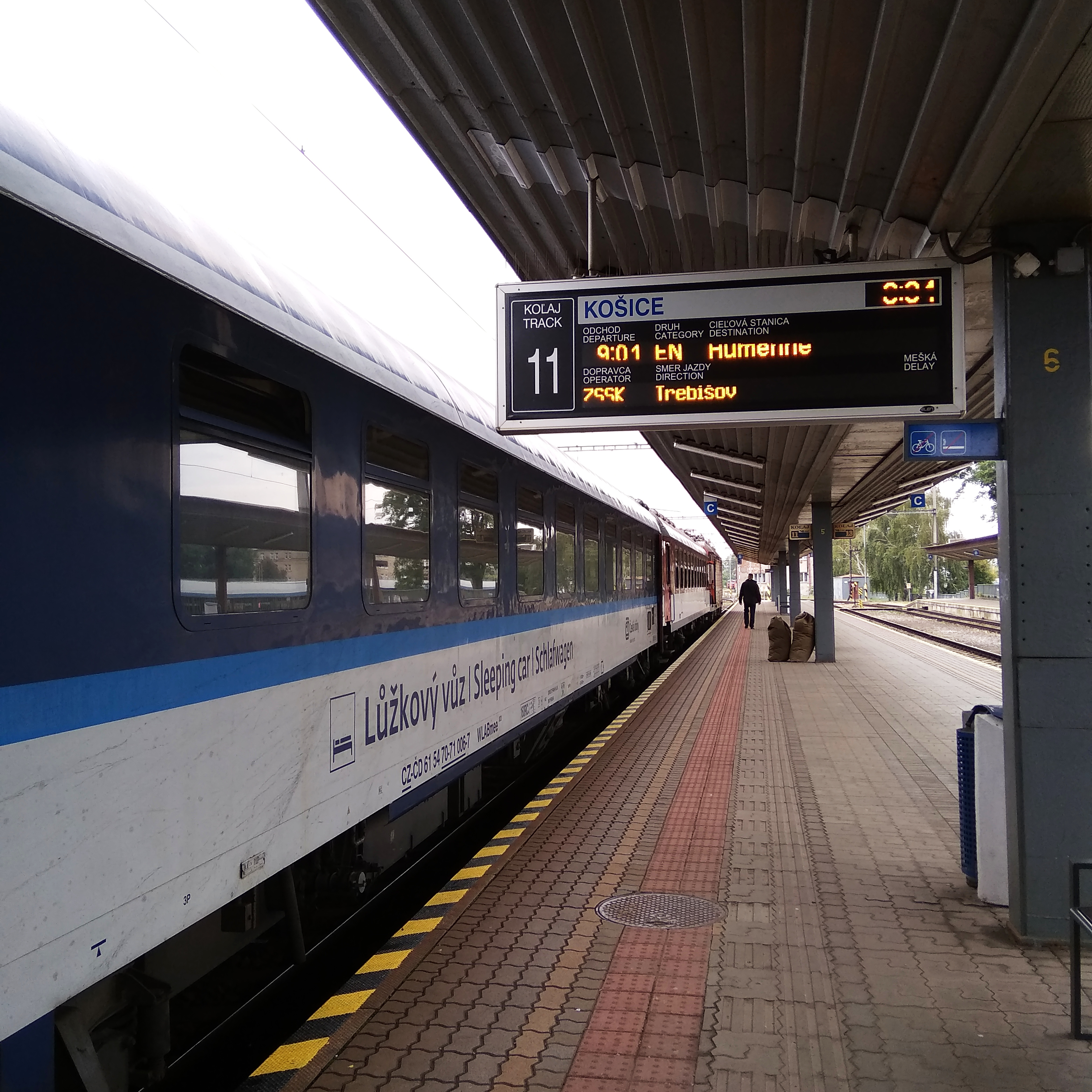
Een nachttrein gedurende zijn stilstand in Košice (2018).

- SuperCity (SC) (Pendolino Košičan : snelle verbinding met Praag)
- InterCity (IC) (stopt alleen in steden)
- EuroCity (EC) (als IC, maar dan internationaal: Boedapest, Praag)
- EuroNight (EN) (nachttrein : Praag)
- Rýchlik (R) sneltrein : Bratislava, Humenné)
- Regionálny rýchlik (RR) (regionale sneltrein : Bratislava, Trenčín, Mukačevo)
- Regionálny expres (REX) (regionale exprestrein : Čierna nad Tisou, Humenné, Prešov)